# Landkreis Reutlingen

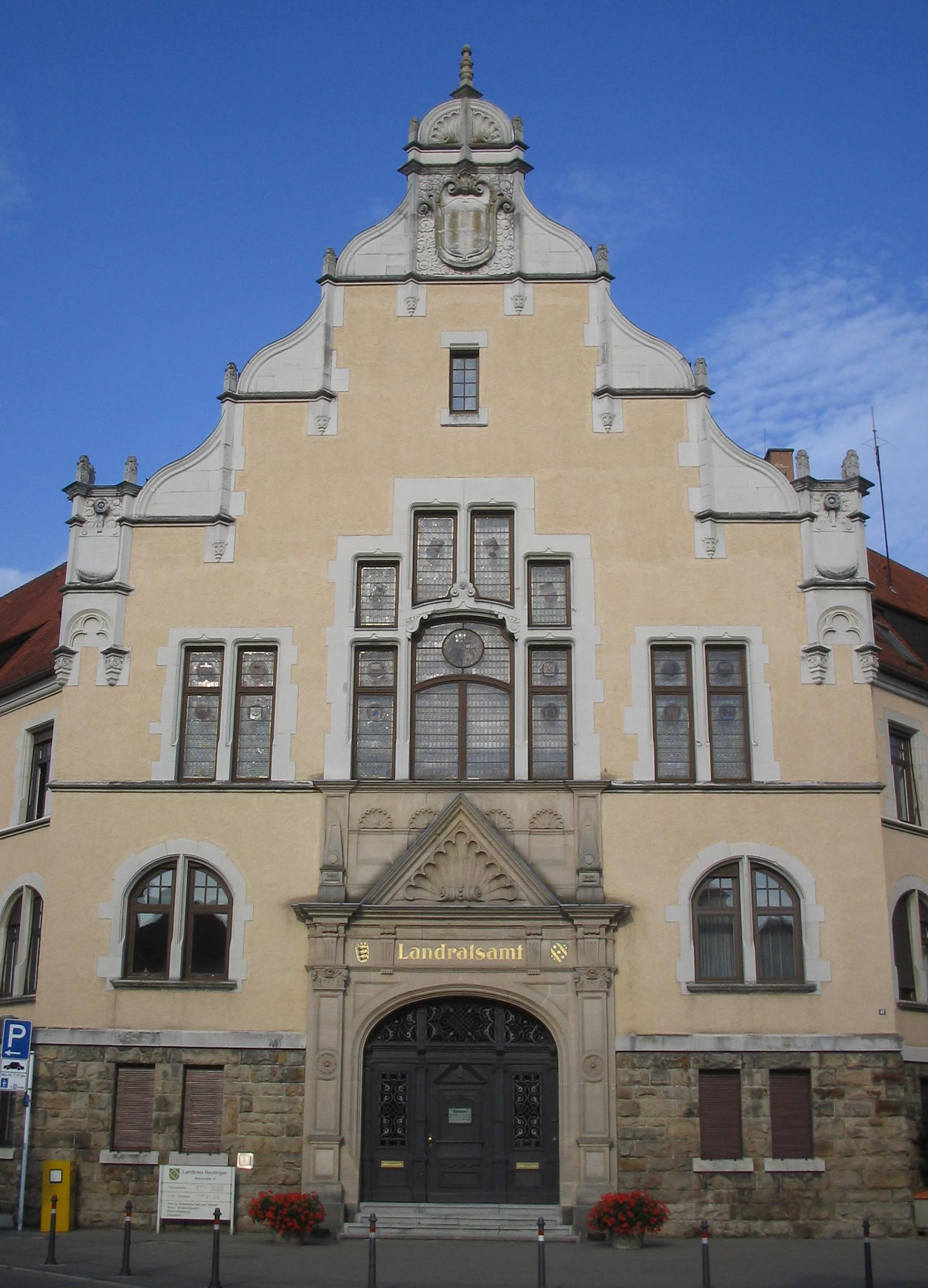
Hauptportal des Reutlinger Landratsamtes in der Bismarckstraße 47, Sitz der Landkreisverwaltung und des Kreistags

Der Landkreis Reutlingen ist ein Landkreis im Regierungsbezirk Tübingen in Baden-Württemberg. Er bildet zusammen mit dem Landkreis Tübingen und dem Zollernalbkreis den Regionalverband Neckar-Alb.

## Geographie

### Lage
Der Landkreis Reutlingen hat Anteil an der Schwäbischen Alb und am Albvorland. Im Südosten reicht das Kreisgebiet fast bis an die Donau. Die Höhenlage erstreckt sich von 290 m ü. NHN am Neckar in Mittelstadt bis 881 m ü. NHN auf dem Bolberg bei Willmandingen.

### Orte
Im Landkreis Reutlingen liegen ungefähr 185 Ortschaften (Städte, Dörfer, Weiler, Höfe, Einzelhäuser und Häusergruppen).

### Nachbarkreise
Der Landkreis Reutlingen grenzt im Uhrzeigersinn im Norden beginnend an die Landkreise Esslingen, Göppingen (mit sehr kurzer Grenze), Alb-Donau-Kreis, Biberach, Sigmaringen, Zollernalbkreis, Tübingen und Böblingen.

## Natur
Der Landkreis Reutlingen besitzt die nachfolgenden Naturschutzgebiete. Nach der Schutzgebietsstatistik der Landesanstalt für Umwelt, Messungen und Naturschutz Baden-Württemberg (LUBW) stehen 1969,28 Hektar der Kreisfläche unter Naturschutz, das sind 1,92 Prozent.
1. Bauenofen-Häulesrain-Tal: 40,0 ha; Gemeinde Hohenstein, Gemarkung Meidelstetten
2. Blasenberg-Ringelesberg: 6,8 ha; Gemeinde Hohenstein, Gemarkung Eglingen
3. Böttental: 44,8 ha; Gemarkung Mehrstetten
4. Buttenhausener Eichhalde: 34,4 ha; Stadt Münsingen, Gemarkung Buttenhausen
5. Digelfeld: 111,5 ha; Gemarkung Hayingen
6. Echazaue: 50,0 ha; Gemarkung Pfullingen
7. Eckenlauh-Weißgerberberg: 41,0 ha; Stadt Münsingen, Gemarkungen Münsingen und Trailfingen
8. Eichholz: 17,0 ha; Gemeinde Hohenstein, Gemarkung Eglingen und Gemeinde Gomadingen, Gemarkung Dapfen
9. Einwinkel: 8,6 ha; Stadt Reutlingen, Gemarkung Gönningen
10. Geißberg: 25,1 ha; Gemeinde Hohenstein, Gemarkung Eglingen
11. Goldland-Klausenberg: 117,3 ha; Gemarkung Dettingen an der Erms
12. Greuthau: 192,0 ha; Gemeinde Lichtenstein, Gemarkung Honau
13. Großer Stöckberg: 13,1 ha; Gemeinde Hohenstein, Gemarkung Oberstetten
14. Halmberg: 10,0 ha; Gemeinde Hohenstein, Gemarkung Oberstetten
15. Hochwiesen-Pfullinger Berg: 68,8 ha; Gemarkung Pfullingen
16. Hohenäcker-Imenberg: 75,0 ha; Gemeinde Lichtenstein, Gemarkung Unterhausen
17. Höhnriß-Neuben: 50,0 ha; Stadt Münsingen, Gemarkungen Dottingen und Rietheim
18. Hüttenstuhlburren: 19,0 ha; Gemeinde Hohenstein, Gemarkung Eglingen
19. Kälberberg-Hochberg: 60,0 ha; Stadt Münsingen, Gemarkungen Dottingen, Rietheim und Münsingen
20. Krähberg-Kapellenberg: 4,0 ha; Gemeinde Hohenstein, Gemarkung Eglingen
21. Kugelberg: 26,7 ha; Gemarkung Pfullingen
22. Listhof: 123,0 ha; Gemarkung Reutlingen
23. Nägelesfelsen: 13,4 ha; Gemarkung Bad Urach
24. Ohnastetter Bühl: 6,3 ha; Gemeinde Sankt Johann, Gemarkung Ohnastetten
25. Ruchberg: 24,3 ha; Gemeinde Sonnenbühl, Gemarkung Willmandingen
26. Rutschen: 226,5 ha; Gemarkungen Dettingen an der Erms und Bad Urach
27. Schaichtal: 467,8 ha, davon 133,2 ha im Landkreis Reutlingen; Gemeinde Walddorfhäslach, Gemarkungen Walddorf und Häslach
28. Schandental: 98,0 ha; Gemarkung Mehrstetten
29. Schopflochberg: 6,0 ha; Stadt Münsingen, Gemarkung Trailfingen
30. Seetalhalde-Galgenberg: 136,5 ha; Stadt Münsingen, Gemarkungen Münsingen und Trailfingen
31. Steinberg-Dürrenfeld: 92,2 ha; Gemeinde Hohenstein, Gemarkung Oberstetten
32. Steinbuckel: 3,97 ha; Gemeinde Hohenstein, Gemarkung Eglingen
33. Sulzeiche: 1,9 ha; Gemeinde Walddorfhäslach, Gemarkung Häslach
34. Tannenhalde: 33,8 ha, davon 16,0 ha im Landkreis Reutlingen; Gemarkung Zwiefalten
35. Taubenäcker: 10,2 ha; Stadt Reutlingen, Gemarkung Gönningen
36. Unter Lauhern: 6,9 ha; Stadt Reutlingen, Gemarkung Gönningen
37. Upfinger Ried: 5,8 ha; Gemeinde Sankt Johann, Gemarkung Upfingen
38. Ursulahochberg: 9,0 ha; Gemarkung Pfullingen
39. Wagenhals: 6,1 ha; Gemarkung Eningen unter Achalm
40. Warmberg: 28,7 ha; Gemeinde Hohenstein, Gemarkung Oberstetten
41. Wendelstein: 9,7 ha; Gemarkung Eningen unter Achalm
42. Wonhalde-Spielberg: 118,1 ha; Gemeinde Lichtenstein, Gemarkung Unterhausen

## Geschichte
Der Landkreis Reutlingen geht zurück auf das württembergische Oberamt Reutlingen, das nach dem Übergang der ehemals freien Reichsstadt Reutlingen an Württemberg 1802 errichtet wurde. Schon vorher bestanden im heutigen Kreisgebiet die württembergischen Ämter Urach, Münsingen und Pfullingen, wobei Pfullingen bereits 1818 aufgelöst wurde. Die verbleibenden drei Oberämter wurden im Laufe der Geschichte mehrmals verändert. Ab 1810 gehörten sie zur Landvogtei auf der Alb, ab 1818 zum Schwarzwaldkreis (Reutlingen und Urach) bzw. Donaukreis (Münsingen). 1924 wurden beide Kreise aufgelöst und 1934 wurden die drei Oberämter in Landkreise umbenannt. 1938 wurde der Landkreis Urach aufgehoben und sein Gebiet auf die Kreise Reutlingen und Münsingen aufgeteilt.
Bei der Kreisreform wurde der Landkreis Reutlingen am 1. Januar 1973 vergrößert, indem er die meisten Gemeinden des aufgelösten Landkreises Münsingen (die anderen kamen zum Alb-Donau-Kreis), drei Gemeinden des Landkreises Tübingen, die Gemeinde Upflamör des Landkreises Saulgau, die Gemeinde Steinhilben des Landkreises Sigmaringen, die Gemeinde Hörschwag des Landkreises Hechingen und die Gemeinde Grafenberg des Landkreises Nürtingen hinzugewann. Im Gegenzug gab er die Gemeinde Bronnen an den Landkreis Sigmaringen und die Gemeinde Gomaringen an den Landkreis Tübingen ab.
Vorher wurden die Gemeinden Sirchingen und Wittlingen am 1. April 1971 aus dem Landkreis Münsingen übernommen und in die Stadt Bad Urach eingegliedert. Am 1. Januar 1972 kam die Stadt Trochtelfingen aus dem Landkreis Sigmaringen hinzu, wobei gleichzeitig das schon zuvor zum Landkreis Reutlingen gehörende Hausen an der Lauchert nach Trochtelfingen eingemeindet wurde. Die Gemeinde Hengen aus dem Landkreis Münsingen folgte zur Vergrößerung der Stadt Bad Urach am 1. Dezember 1972.
Die Gemeinde Hörschwag wechselte am 1. Juli 1974 aufgrund ihrer gleichzeitigen Eingemeindung nach Burladingen in den Zollernalbkreis und verließ somit den Landkreis Reutlingen nach anderthalb Jahren wieder.
Nach Abschluss der Gemeindereform umfasst der Landkreis Reutlingen noch 26 Gemeinden und den gemeindefreien Gutsbezirk Münsingen. Unter den 26 Gemeinden befinden sich sieben Städte und hiervon wiederum zwei Große Kreisstädte (Metzingen und Reutlingen). Größte Stadt des Kreises und jüngste Großstadt von Baden-Württemberg ist Reutlingen, kleinste Gemeinde (ohne Gutsbezirk Münsingen) ist Mehrstetten.
Am 1. Januar 2011 wurde der Gutsbezirk Münsingen um seine bewohnten Gebiete verkleinert. Dabei kam der Ort Breithülen zur Gemeinde Heroldstatt im Alb-Donau-Kreis.

### Einwohnerstatistik

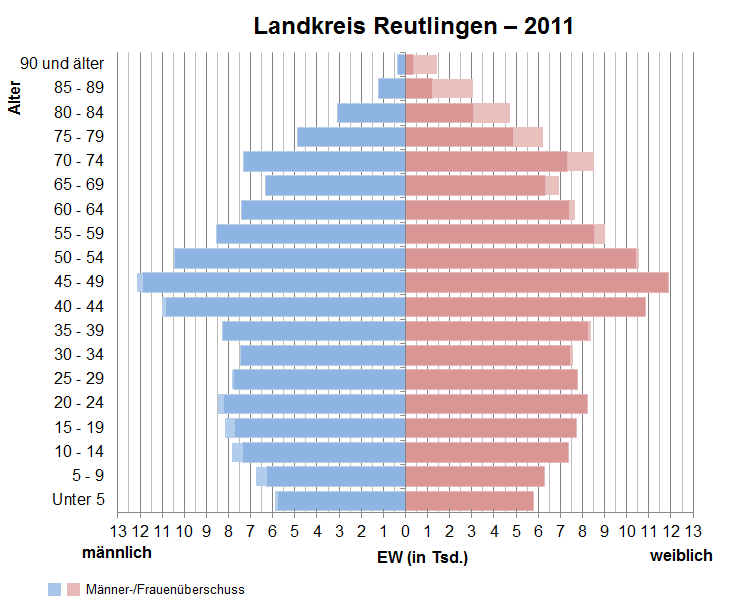
Bevölkerungspyramide für den Kreis Reutlingen (Datenquelle: Zensus 2011.)

Die Einwohnerzahlen sind Volkszählungsergebnisse (¹) oder amtliche Fortschreibungen des Statistischen Landesamts Baden-Württemberg (nur Hauptwohnsitze).
| Datum             | Einwohner |
| ----------------- | --------- |
| 31. Dezember 1973 | 236.383   |
| 31. Dezember 1975 | 234.648   |
| 31. Dezember 1980 | 237.679   |
| 31. Dezember 1985 | 240.939   |
| 25. Mai 1987 ¹    | 244.246   |
| 31. Dezember 1990 | 258.927   |

| Datum             | Einwohner |
| ----------------- | --------- |
| 31. Dezember 1995 | 272.057   |
| 31. Dezember 2000 | 277.995   |
| 31. Dezember 2005 | 282.049   |
| 31. Dezember 2010 | 280.931   |
| 31. Dezember 2015 | 282.113   |
| 31. Dezember 2020 | 287.497   |

### Konfessionsstatistik
Der Anteil der evangelische und katholische Kirchenmitglieder im Kreis sinkt jährlich um einen Prozentpunkt. Gemäß dem Zensus 2022 waren am 25. Mai 2022 36,9 % der Einwohner evangelisch, 19,7 % (56.946) katholisch, und 43,5 % waren konfessionslos, gehörten einer anderen Glaubensgemeinschaft an oder machten keine Angabe.
Laut kirchliche Statistik gab es am 31. Dezember 2021 55.185 Katholiken (zirka 19 % der Gesamtbevölkerung). Am 31. Dezember 2022 gab es 53.620 Katholiken (zirka 18,5 % der Gesamtbevölkerung). Am 1. Dezember 2023 gab es 52.305 Katholiken (zirka 18,0 % der Gesamtbevölkerung). Am 1. Dezember 2024 gab es 51.067 Katholiken.

## Politik
Der Landkreis wird vom Kreistag und vom Landrat verwaltet.

### Kreistag
Der Kreistag wird von den Wahlberechtigten im Landkreis auf fünf Jahre gewählt.
| Kreistagswahl Reutlingen 2024Wahlbeteiligung: 58,5 % 3020100 23,6 %19,3 %16,8 %12,9 %12,4 %6,1 %5,5 %3,4 % CDUFWVGrüneSPDAfDFDPWiRLinkeGewinne und Verlusteim Vergleich zu 2019 %p 6 4 2 0 −2 −4+2,1 %p−0,9 %p−3,2 %p−2,8 %p+5,2 %p−0,5 %p+1,3 %p−1,1 %pCDUFWVGrüneSPDAfDFDPWiRLinke | Sitzverteilung im Kreistag Reutlingen seit 2024Insgesamt 67 Sitze - Linke: 2 - SPD: 8 - Grüne: 9 - WiR: 2 - FWV: 18 - FDP: 4 - CDU: 16 - AfD: 8 |

#### Ergebnisse früherer Kreistagswahlen
| Parteien und Wählergemeinschaften | Parteien und Wählergemeinschaften           | % 2024 | Sitze 2024 | % 2019 | Sitze 2019 | % 2014  | Sitze 2014 | % 2009  | Sitze 2009 | % 2004 | Sitze 2004 | % 1999 | Sitze 1999 | % 1994 | Sitze 1994 | % 1989 | Sitze 1989 |
| CDU                               | Christlich Demokratische Union Deutschlands | 23,6   | 16         | 21,5   | 15         | 28,48   | 20         | 26,0    | 19         | 29,3   | 21         | 35,6   | 23         | 33,4   | 23         | 37,4   | 25         |
| FW                                | Freie Wähler                                | 19,3   | 18         | 20,2   | 19         | 31,42   | 22         | 32,0    | 24         | —      | —          | —      | —          | —      | —          | —      | —          |
| GRÜNE                             | Bündnis 90/Die Grünen                       | 16,8   | 9          | 20,0   | 12         | 10,92   | 8          | 11,6    | 8          | 12,0   | 7          | 9,9    | 6          | 13,3   | 8          | 11,5   | 7          |
| SPD                               | Sozialdemokratische Partei Deutschlands     | 12,9   | 8          | 15,7   | 10         | 18,29   | 13         | 18,4    | 13         | 20,1   | 12         | 21,1   | 13         | 21,3   | 15         | 23,8   | 16         |
| AfD                               | Alternative für Deutschland                 | 12,4   | 8          | 7,2    | 4          | —       | —          | —       | —          | —      | —          | —      | —          | —      | —          | —      | —          |
| FDP                               | Freie Demokratische Partei                  | 6,1    | 4          | 6,6    | 4          | 5,08    | 3          | 8,1     | 6          | 6,3    | 5          | 5,5    | 4          | 4,6    | 3          | 5,2    | 3          |
| WiR                               | Wir in Reutlingen                           | 5,3    | 2          | 4,2    | 1          | 1,89    | 1          | 1,1     | 0          | —      | —          | —      | —          | —      | —          | —      | —          |
| LINKE                             | Die Linke                                   | 3,4    | 2          | 4,5    | 2          | 3,45    | 2          | 2,8     | 2          | —      | —          | —      | —          | —      | —          | —      | —          |
| Piraten                           | Piratenpartei                               | —      | —          | —      | —          | 0,46    | 0          | 0,0     | 0          | —      | —          | —      | —          | —      | —          | —      | —          |
| WG                                | Wählervereinigungen                         | —      | —          | —      | —          | —       | —          | —       | —          | 31,1   | 25         | 25,7   | 22         | 24,6   | 21         | 22,0   | 21         |
| REP                               | Die Republikaner                            | —      | —          | —      | —          | —       | —          | —       | —          | —      | —          | 2,2    | 1          | 2,9    | 1          | —      | —          |
| Sonst.                            | Sonstige                                    | —      | —          | —      | —          | —       | —          | —       | —          | 1,2    | —          | —      | —          | —      | —          | —      | —          |
| Gesamt                            | Gesamt                                      | 100    | 67         | 100    | 67         | 100     | 69         | 100     | 72         | 100    | 70         | 100    | 69         | 100    | 71         | 100    | 72         |
| Wahlbeteiligung                   | Wahlbeteiligung                             | 58,5 % | 58,5 %     | 55,6 % | 55,6 %     | 45,86 % | 45,86 %    | 48,79 % | 48,79 %    | 50,4 % | 50,4 %     | 52,5 % | 52,5 %     | 66,9 % | 66,9 %     | —      | —          |

- WG: Wählervereinigungen, da sich die Ergebnisse von 1989 bis 2004 nicht auf einzelne Wählergruppen aufschlüsseln lassen.

### Landrat
Der Kreistag wählt den Landrat für eine Amtszeit von acht Jahren. Dieser ist gesetzlicher Vertreter und Repräsentant des Landkreises sowie Vorsitzender des Kreistags und seiner Ausschüsse. Er leitet das Landratsamt und ist Beamter des Kreises. Zu seinem Aufgabengebiet zählen die Vorbereitung der Kreistagssitzungen sowie seiner Ausschüsse. Er beruft Sitzungen ein, leitet diese und vollzieht die dort gefassten Beschlüsse. In den Gremien hat er kein Stimmrecht. Sein Stellvertreter ist der Erste Landesbeamte.
Die Landräte des früheren Landkreises Münsingen von 1945 bis 1972 sind im Artikel Landkreis Münsingen dargestellt. Die Oberamtmänner des früheren Oberamts Reutlingen ab 1807 sind im Artikel Oberamt Reutlingen dargestellt.
Die Landräte des Landkreises Reutlingen ab 1935:
- 1931–1936: Robert Barth
- 1937–1945: Max Knöpfle
- 1945–1947: Oskar Kalbfell (kommissarisch)
- 1947–1963: Hans Kern
- 1964–1985: Gerhard Müller
- 1985–2005: Edgar Wais (parteilos)
- 2005–2021: Thomas Reumann (parteilos)
- seit 2021: Ulrich Fiedler (parteilos)

### Wappen
Das Wappen wurde am 26. August 1980 durch das Regierungspräsidium Tübingen verliehen.
Blasonierung: „In Grün zwei goldene Schrägbalken, die außen jeweils von zwei kleinen sechsstrahligen goldenen Sternen begleitet sind; zwischen den Schrägbalken drei größere sechsstrahlige goldene Sterne.“
Die Kreisflagge in den Farben Gelb-Grün (Gold-Grün) wurde am 27. Oktober 1988 verliehen.
Der frühere Landkreis Reutlingen hatte kein Wappen. Er verwendete in seinen Siegeln ab 1939 lediglich die drei württembergischen Hirschstangen.
Aus den größten Teilen der früheren Landkreise Münsingen und Reutlingen sowie aus Splittern der ehemaligen Landkreise Sigmaringen, Tübingen, Saulgau, Hechingen und Nürtingen wurde 1973 der neue Landkreis Reutlingen gebildet. Er entschied sich für das Wappen, das in spätmittelalterlichen Wappenbüchern die schon in vorheraldischer Zeit (1098) ausgestorbenen Grafen von Achalm repräsentiert. Da Angehörige dieses Geschlechts das Kloster Zwiefalten gegründet hatten, war es in Siegeln und Wappen dieser Abtei als Stifterwappen verwendet worden. Die Einflusssphäre von Achalm reichte vom weiten Umland ihrer Stammburg im Nordwesten bis Zwiefalten im Südosten und deckte somit den größten Teil des heutigen Kreisgebietes ab. Dem Kreiswappen liegt die älteste bekannte Darstellung des apokryphen Achalmer Schildbildes im „Stuttgarter Wappenbuch“ (1439/50) zugrunde,
Siehe auch: Liste der Wappen im Landkreis Reutlingen

### Kreispartnerschaften
Der Landkreis Reutlingen pflegt partnerschaftliche Beziehungen zum Landkreis Sächsische Schweiz in Sachsen, zur Provinz Parma in Italien und zur Region Pardubice in Tschechien (seit 2003).

## Wirtschaft und Infrastruktur
Im Zukunftsatlas 2016 belegte der Landkreis Reutlingen Platz 80 von 402 Landkreisen, Kommunalverbänden und kreisfreien Städten in Deutschland und zählt damit zu den Regionen mit „hohen Zukunftschancen“. In der Ausgabe von 2019 lag er auf Platz 98 von 401.

### Verkehr

#### Fernstraßen
Das Kreisgebiet wird von keiner Bundesautobahn berührt und daher nur durch Bundes-, Landes- und Kreisstraßen erschlossen. Die wichtigsten Bundesstraßen sind die B 28 Tübingen–Ulm und die B 312 Reutlingen–Biberach an der Riß.

#### Bahn- und Busverkehr
Die Bahnstrecke Plochingen–Immendingen führt durch das nördliche Kreisgebiet. Daneben werden die „Ermstalbahn“ von Metzingen nach Bad Urach sowie im südlichen Kreisgebiet die „Hohenzollerische Landesbahn“ im Taktverkehr bedient.
Der Öffentliche Nahverkehr ist in den Verkehrsverbund Neckar-Alb-Donau (NALDO) eingebunden.

#### Radverkehr
Durch den Landkreis verlaufen einige Alltagsrouten aus dem Radnetz Baden-Württemberg: 
- Von Nürtingen kommend an den nördlichen Reutlinger Stadtteilen und Pliezhausen vorbei Richtung Tübingen
- Von Tübingen kommend über Reutlingen, Engstingen und Münsingen Richtung Ehingen an der Donau
- Von Filderstadt kommend über Metzingen nach Reutlingen.

Außerdem gibt es ein Radverkehrskonzept für den Landkreis Reutlingen.
Durch den Landkreis verlaufen als Landes-Radfernwege: 
- Der Neckartal-Radweg verläuft von Villingen-Schwenningen nach Mannheim
- Der Schwäbische-Alb-Radweg führt vom Bodensee nach Donauwörth. Dabei verläuft er über Sonnenbühl, Engstingen, Münsingen, Bad Urach, Grabenstetten und Römerstein.
- Der Württemberger Weinradweg[18] verläuft von Rottenburg am Neckar nach Niederstetten und dabei zunächst gemeinsam mit dem Neckartal-Radweg, aber in Neckartenzlingen abzweigend nach Metzingen und von dort weiter über Neuffen nach Nürtingen.

Im Nordosten des Landkreises verlaufen außerdem 
- Ein kurzer Abschnitt des Württemberger Tälerradwegs, er führt von Crailsheim nach Ulm und weiter an Römerstein (Donnstetten) vorbei und über Göppingen nach Schwäbisch Gmünd.
- Der Albtäler-Radweg ist ein Rundkurs zwischen Römerstein und Sontheim an der Brenz.

Der Landkreis Reutlingen ist Mitglied der AGFK (Arbeitsgemeinschaft Fahrrad- und Fußverkehrsfreundlicher Kommunen) in Baden-Württemberg.

### Kreiseinrichtungen
Der Landkreis Reutlingen ist Träger folgender Beruflicher Schulen: Ferdinand-von-Steinbeis-Schule (Gewerbliche Schule I) Reutlingen, Kerschensteinerschule (Gewerbliche Schule II) Reutlingen, Theodor-Heuss-Schule (Kaufmännische Schule) Reutlingen, Laura-Schradin-Schule (Hauswirtschaftlich-pflegerische und sozialpädagogische Schule) Reutlingen, Gewerbliche Schule Metzingen, Kaufmännische und Hauswirtschaftliche Schule Bad Urach und Berufliche Schule (Gewerbliche, Kaufmännische, Hauswirtschaftlich-sozialpädagogische und Agrarwirtschaftliche Schule) Münsingen ferner des Sonderpädagogischen Bildungs- und Beratungszentrum mit dem Förderschwerpunkt geistige Entwicklung Karl-Georg-Haldenwang-Schule Münsingen.
Der Landkreis Reutlingen ist Gesellschafter der Kreiskliniken Reutlingen GmbH. Diese Gesellschaft ist Träger der Kliniken in Reutlingen, Bad Urach und Münsingen.

## Gemeinden
(Einwohner am 31. Dezember 2024)
| Städte 1. Bad Urach (12.751) 2. Hayingen (2211) 3. Metzingen, Große Kreisstadt (23.178) 4. Münsingen (14.772) 5. Pfullingen (19.759) 6. Reutlingen, Große Kreisstadt (118.852) 7. Trochtelfingen (6264) Vereinbarte Verwaltungsgemeinschaften und Gemeindeverwaltungsverbände 1. Vereinbarte Verwaltungsgemeinschaft der Stadt Bad Urach mit den Gemeinden Grabenstetten, Hülben und Römerstein 2. Vereinbarte Verwaltungsgemeinschaft der Gemeinde Engstingen mit der Gemeinde Hohenstein 3. Vereinbarte Verwaltungsgemeinschaft der Stadt Metzingen mit den Gemeinden Grafenberg und Riederich 4. Vereinbarte Verwaltungsgemeinschaft der Stadt Münsingen mit den Gemeinden Gomadingen und Mehrstetten 5. Vereinbarte Verwaltungsgemeinschaft der Gemeinde Pliezhausen mit der Gemeinde Walddorfhäslach 6. Gemeindeverwaltungsverband Zwiefalten-Hayingen mit Sitz in Zwiefalten; Mitgliedsgemeinden: Stadt Hayingen sowie Gemeinden Pfronstetten und Zwiefalten | Weitere Gemeinden 1. Dettingen an der Erms (9993) 2. Engstingen (5041) 3. Eningen unter Achalm (11.506) 4. Gomadingen (2200) 5. Grabenstetten (1726) 6. Grafenberg (2632) 7. Hohenstein (3788) 8. Hülben (3135) 9. Lichtenstein (9191) 10. Mehrstetten (1502) 11. Pfronstetten (1523) 12. Pliezhausen (9821) 13. Riederich (4206) 14. Römerstein (4094) 15. Sonnenbühl (7022) 16. St. Johann (5202) 17. Walddorfhäslach (5457) 18. Wannweil (5352) 19. Zwiefalten (2305) Gemeindefreies Gebiet - Gutsbezirk Münsingen (unbewohnt) |  |

## Gemeinden vor der Kreisreform
Vor der Kreisreform 1973 bzw. vor der Gemeindereform gehörten zum (alten) Landkreis Reutlingen ab 1938 insgesamt 37 Gemeinden, darunter 4 Städte. Zum Kreisgebiet gehörte neben dem eigentlichen Hauptgebiet eine aus den drei Gemeinden Bronnen, Hausen an der Lauchert und Mägerkingen bestehenden Exklave im Süden. Zwischen beiden Teilen lagen Gemeinden der Landkreise Hechingen und Sigmaringen.
Am 7. März 1968 stellte der Landtag von Baden-Württemberg die Weichen für eine Gemeindereform. Mit dem Gesetz zur Stärkung der Verwaltungskraft kleinerer Gemeinden war es möglich, dass sich kleinere Gemeinden freiwillig zu größeren Gemeinden vereinigen konnten. Den Anfang im alten Landkreis Reutlingen machten am 1. Januar 1971 die Gemeinden Bronnweiler, Gönningen, Oferdingen und Reicheneck, die in die Stadt Reutlingen eingegliedert wurden. In der Folgezeit reduzierte sich die Zahl der Gemeinden stetig. Die verbliebenen Gemeinden des alten Landkreises Reutlingen gingen am 1. Januar 1973 im neuen vergrößerten Landkreis Reutlingen auf, lediglich Gomaringen kam zum Landkreis Tübingen, und Bronnen kam zum Landkreis Sigmaringen.
Die größte Gemeinde des alten Landkreises Reutlingen war die Kreisstadt Reutlingen, die seit dem 1. April 1956 Große Kreisstadt ist. Die kleinste Gemeinde war Ohnastetten.
Der alte Landkreis Reutlingen umfasste zuletzt eine Fläche von 442 km² und hatte bei der Volkszählung 1970 insgesamt 189.569 Einwohner.
In der Tabelle wird die Einwohnerentwicklung des alten Landkreises Reutlingen bis 1970 angegeben. Alle Einwohnerzahlen sind Volkszählungsergebnisse.
| Datum              | Einwohner |
| ------------------ | --------- |
| 17. Mai 1939       | 103.539   |
| 13. September 1950 | 121.261   |

| Datum        | Einwohner |
| ------------ | --------- |
| 6. Juni 1961 | 159.772   |
| 27. Mai 1970 | 189.569   |

In der Tabelle stehen die Gemeinden des alten Landkreises Reutlingen vor der Gemeindereform. Fast alle Gemeinden gehören auch heute noch zum Landkreis Reutlingen, lediglich Gomaringen gehört zum Landkreis Tübingen und Bronnen zum Landkreis Sigmaringen.

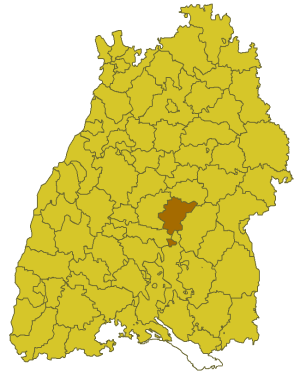
Landkreis Reutlingen vor der Kreisreform

| frühere Gemeinde             | heutige Gemeinde      | Einwohner am 6. Juni 1961 |
| ---------------------------- | --------------------- | ------------------------- |
| Altenburg                    | Reutlingen            | 670                       |
| Bleichstetten                | St. Johann            | 422                       |
| Bronnen                      | Gammertingen          | 568                       |
| Bronnweiler                  | Reutlingen            | 613                       |
| Degerschlacht                | Reutlingen            | 819                       |
| Dettingen an der Erms        | Dettingen an der Erms | 5.993                     |
| Eningen unter Achalm         | Eningen unter Achalm  | 7.515                     |
| Erpfingen                    | Sonnenbühl            | 915                       |
| Genkingen                    | Sonnenbühl            | 1.222                     |
| Glems                        | Metzingen             | 730                       |
| Gomaringen                   | Gomaringen            | 4.391                     |
| Gönningen                    | Reutlingen            | 2.531                     |
| Grabenstetten                | Grabenstetten         | 1.113                     |
| Großengstingen               | Engstingen            | 2.403                     |
| Hausen an der Lauchert       | Trochtelfingen        | 248                       |
| Holzelfingen                 | Lichtenstein          | 781                       |
| Honau                        | Lichtenstein          | 1.205                     |
| Hülben                       | Hülben                | 2.545                     |
| Kleinengstingen              | Engstingen            | 784                       |
| Mägerkingen                  | Trochtelfingen        | 748                       |
| Metzingen, Stadt             | Metzingen             | 11.819                    |
| Mittelstadt                  | Reutlingen            | 1.977                     |
| Neuhausen an der Erms        | Metzingen             | 3.096                     |
| Oferdingen                   | Reutlingen            | 710                       |
| Ohnastetten                  | St. Johann            | 242                       |
| Pfullingen, Stadt            | Pfullingen            | 13.593                    |
| Reicheneck                   | Reutlingen            | 253                       |
| Reutlingen, Große Kreisstadt | Reutlingen            | 67.412                    |
| Riederich                    | Riederich             | 1.897                     |
| Rommelsbach                  | Reutlingen            | 1.643                     |
| Sickenhausen                 | Reutlingen            | 823                       |
| Undingen                     | Sonnenbühl            | 1.246                     |
| Unterhausen                  | Lichtenstein          | 4.896                     |
| Urach, Stadt                 | Bad Urach             | 8.556                     |
| Wannweil                     | Wannweil              | 3.579                     |
| Willmandingen                | Sonnenbühl            | 718                       |
| Würtingen                    | St. Johann            | 1.096                     |

## Kfz-Kennzeichen
Am 1. Juli 1956 wurde dem Landkreis bei der Einführung der bis heute gültigen Kfz-Kennzeichen das Unterscheidungszeichen RT zugewiesen. Es wird durchgängig bis heute ausgegeben.